# NGC 3823-1
NGC 3823-1 is een elliptisch sterrenstelsel in het sterrenbeeld Beker. Het hemelobject werd op 7 mei 1836 ontdekt door de Britse astronoom John Herschel.

## Synoniemen
- MCG -2-30-17
- PGC 36331